# Çuxanlı (ort i Azerbajdzjan, Qobustan)
Çuxanlı är en ort i Azerbajdzjan.   Den ligger i distriktet Qobustan Rayonu, i den östra delen av landet, 100 km väster om huvudstaden Baku. Çuxanlı ligger 866 meter över havet och antalet invånare är 757.
Terrängen runt Çuxanlı är kuperad. Närmaste större samhälle är Shamakhi, 13,2 km väster om Çuxanlı. 
Trakten runt Çuxanlı består till största delen av jordbruksmark. Runt Çuxanlı är det ganska glesbefolkat, med 31 invånare per kvadratkilometer.